# Seno (Lào)
Seno (tiếng Lào: ເຊໂນ) là một thị trấn ở tỉnh Savannakhet thuộc Lào
Seno giữ kỉ lục nhiệt đô cao nhất từng được ghi nhận tại Lào là 42,3 °C vào 12 tháng 4 năm 2016.